# Bolitophila bispinosa
Bolitophila bispinosa är en tvåvingeart som beskrevs av Mayer 1951. Bolitophila bispinosa ingår i släktet Bolitophila och familjen smalbensmyggor. Inga underarter finns listade i Catalogue of Life.